# Équipe cycliste Emotional.fr-Tornatech-GSC Blagnac VS31
L'équipe cycliste Emotional.fr-Tornatech-GSC Blagnac VS31 est une équipe cycliste professionnelle féminine basée au Canada, active entre 2007 et 2022. Elle est dirigée par Gérard Penarroya.

## Histoire de l'équipe
L'équipe devient professionnelle en 2017.

## Principales victoires

### Compétitions internationales
Cyclisme sur piste
- Championnat du monde de cyclisme sur piste : 1
  - Scratch : 2013 (Katarzyna Pawłowska)

### Championnats nationaux
Cyclisme sur route
- Championnat du Costa Rica : 1
  - Contre-la-montre : 2017 (Milagro Mena)

## Encadrement
En 2017, le directeur sportif et représentant de l'équipe auprès de l'UCI est Gérard Penarroya. Il a dirigé auparavant l'équipe GSD Gestion-Kallisto en 2013. Jean-Christophe Barbotin est son adjoint.
En 2020, le représentant de l'équipe auprès de l'UCI est Gérard Penarroya et le directeur sportif Daniel Fedon.

## Emotional.fr-Tornatech-Gsc Blagnac en 2022

### Effectifs
| Effectif 2022      | Effectif 2022     | Effectif 2022 | Effectif 2022                            |
| Cycliste           | Date de naissance | Pays          | Équipe précédente                        |
| ------------------ | ----------------- | ------------- | ---------------------------------------- |
| Adèle Desgagnés    | 20 avril 2002     | Canada        | Watersley R&D Cycling Team (2022)        |
| Clara Emond        | 5 février 1997    | Canada        | Rouge et Or de Laval (2021)              |
| Lucy Hempstead     | 11 février 2001   | Canada        |                                          |
| Célia Le Mouël     | 20 juillet 2000   | France        | Stade Rochelais Charente-Maritime (2021) |
| Lucie Liboreau     | 7 septembre 2002  | France        |                                          |
| Andrea Martinez    | 21 janvier 1994   | Mexique       |                                          |
| Laury Milette      | 20 novembre 2002  | Canada        |                                          |
| Adèle Normand      | 5 janvier 2002    | Canada        | Elles-Groupama-Pays de la Loire (2021)   |
| Florence Normand   | 5 janvier 2002    | Canada        |                                          |
| Josephine Peloquin | 17 septembre 2000 | Canada        | Watersley R&D Cycling Team (2021)        |
| Cindy Pomares      | 28 novembre 1990  | France        |                                          |
| Balladyne Tritsch  | 6 mai 1995        | France        | Charente-Maritime (2020)                 |
|                    |                   |               |                                          |
| Source : UCI       |                   |               |                                          |

### Victoires
| Victoires | Victoires | Victoires | Victoires | Victoires | Victoires |
| Date      | Course    | Pays      | Classe    | Vainqueur |           |
| --------- | --------- | --------- | --------- | --------- | --------- |

### Classement mondial
| Classement UCI | Classement UCI     | Classement UCI | Classement UCI |
| Coureuse       | Coureuse           | Pays           | Points         |
| -------------- | ------------------ | -------------- | -------------- |
| 398e           | Célia Le Mouël     | France         | 67 pts         |
| 482e           | Laury Milette      | Canada         | 50 pts         |
| 731e           | Adèle Normand      | Canada         | 23 pts         |
| 811e           | Josephine Peloquin | Canada         | 18 pts         |
| 935e           | Adèle Desgagnés    | Canada         | 10 pts         |
| 1037e          | Lucie Liboreau     | France         | 6 pts          |
| 1050e          | Lucy Hempstead     | Canada         | 5 pts          |
| 1155e          | Clara Emond        | Canada         | 3 pts          |